# Handasyde Monoplane
El Handasyde Monoplane fue un avión ligero monoplaza británico construido para participar en la competición de planeadores a motor de Lympne de 1923. Compitió, pero no ganó ningún premio.

## Diseño y desarrollo

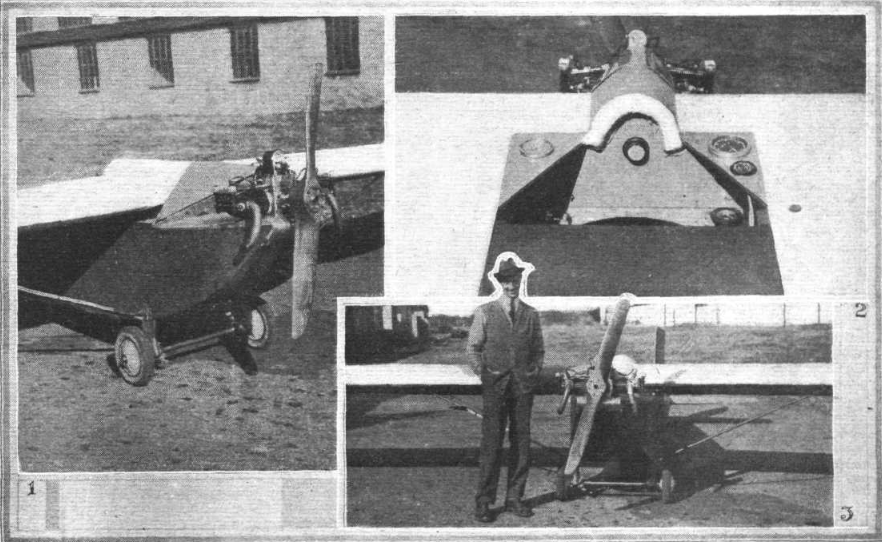

En 1920, George Handasyde abandonó la compañía Martinsyde, que había formado antes de la Primera Guerra Mundial, con Helmut Martin, para formar la Handasyde Aircraft Company. Dos de los dibujantes que contrató se hicieron muy conocidos: Sydney Camm y Freddie Raynham. Handasyde, Raynham y Camm diseñaron juntos un planeador exitoso para la competición de planeadores de Itford de 1922, en la que Raynham estableció un récord británico de 113 min, aunque este tiempo sólo le alcanzó para obtener el segundo puesto, cuando Alexis Maneyrol estableció un récord mundial de 201 min. La competición de planeadores a motor de Lympne de 1923 fue una consecuencia natural del evento de Itford, y Handasyde produjo un monoplano para participar en ella.
El Handasyde, construido íntegramente en madera, era un monoplano de ala alta en semi-voladizo, con alas de cuerdas paralelas y puntas ligeramente trapezoidales. Las alas se construyeron alrededor de dos largueros y se recubrieron con 1 mm de madera contrachapada desde el larguero trasero hasta la mitad de la cuerda hacia adelante; a cada lado, una riostra de sustentación conectaba el ala en aproximadamente 1/3 de la envergadura con el larguerillo inferior del fuselaje. El ala estaba recubierta con tela, con un borde de salida festoneado arriostrado mediante cables. Llevaba estrechos alerones en el exterior. El fuselaje era rectangular en sección transversal, estrechándose más en elevación que en planta. No había estabilizadores fijos en la parte trasera, solo un timón completamente móvil y un elevador no dividido. Ambas superficies estaban articuladas para proporcionar equilibrio aerodinámico. La única cabina estaba sobre el ala y hacia el borde de salida, con algunos instrumentos integrados en la superficie del ala. Por delante del ala, el fuselaje era corto y el motor bóxer bicilíndrico Douglas de 750 cc refrigerado por aire propulsaba una hélice bipala. El diminuto tren de aterrizaje tenía ruedas delgadas y de pequeño diámetro (12 pulgadas o 305 mm) en un solo eje montado sobre cortas extensiones verticales de los larguerillos inferiores.
El Handasyde Monoplane realizó su primer vuelo el 9 de septiembre de 1923, pilotado por Raynham. A pesar de compartir los problemas de motor que experimentaron la mayoría de los concursantes, logró volar durante 255 km a 23,3 km/litro. Esto quedó muy por detrás de los ganadores finales, el WrenOrd-Hume, 2000, pp. 335</ref> y el ANEC I; ambos consiguieron 31,0 km/litro.
La compañía Handasyde quebró en 1923 y no hay registros del final del monoplano.

## Especificaciones
Referencia datos: Ord-Hume, 2000

### Características generales
- Tripulación: Uno (piloto)
- Longitud: 5,8 m (19,2 ft)
- Envergadura: 9,1 m (30 ft)
- Altura: 1,4 m (4,7 ft)
- Superficie alar: 12,5 m² (134,6 ft²)
- Peso vacío: 136 kg (299,7 lb)
- Peso cargado: 227 kg (500,3 lb)
- Planta motriz: 1× motor bóxer de dos cilindros refrigerado por aire Douglas 750 cc.
  - Potencia: 11 kW (15 HP; 15 CV) [3]
- Hélices: Bipala de paso fijo

### Rendimiento
- Velocidad máxima operativa (Vno): 100 km/h (62 MPH; 54 kt)
- Velocidad crucero (Vc): 85 km/h (53 MPH; 46 kt)